# Tryk południowy
Tryk południowy (Chlorophorus figuratus) – gatunek chrząszcza z rodziny kózkowatych.